# Ettakatol
Das Demokratische Forum für Arbeit und Freiheit (französisch Forum démocratique pour le travail et les libertés (FDTL), arabisch التكتل الديمقراطي من أجل العمل والحريات, DMG at-takattul ad-dīmuqrāṭī min aǧl al-ʿamal wa-l-ḥurrīya) auch Ettakatol genannt, ist eine politische Partei in Tunesien. Ihre Ausrichtung ist sozialdemokratisch und säkular. Ihr Gründer und Generalsekretär ist der Arzt und Radiologe Mustafa Ben Jaafar.
Sie wurde am 9. April 1994 als systemkritische Abspaltung von der eher angepassten Bewegung Sozialistischer Demokraten gegründet, erst im Oktober 2002 wurde sie durch das Innenministerium als Partei anerkannt. Unter dem autokratischen Regime des tunesischen Präsidenten Zine el-Abidine Ben Ali war die FDTL nicht parlamentarisch repräsentiert. Sie war ab 2005 in der oppositionellen Koalition des 18. Oktober mit der Demokratischen Fortschrittspartei, der Parti communiste des ouvriers de Tunisie und mit islamischen Bewegungen verbunden. Bei der Parlamentswahl im Oktober 2009 erhielt sie nach offiziellen Angaben nur 0,12 % der Stimmen.
Während der Tunesischen Revolution wurde ihr Parteichef Ben Jaafar am 17. Januar 2011 zum Gesundheitsminister in der Übergangsregierung von Mohamed Ghannouchi ernannt, er trat das Amt aber nicht an, um gegen die fortgesetzte Präsenz hochrangiger Vertreter der aufgelösten Regierungspartei RCD zu protestieren. Ettakatol wurde in der nach-revolutionären Zeit zu einer der wichtigsten Parteien des säkularen Mitte-links-Lagers. Im Wahlkampf vor der Wahl zur Verfassunggebenden Versammlung im Oktober 2011 stützte sie sich mangels nennenswerter Geldmittel vorwiegend auf das Engagement ihrer Basismitglieder und die Aktivität in sozialen Netzwerken. Mit 20 der 217 Sitze wurde sie viertstärkste Kraft in der Versammlung. Anschließend einigte sie sich mit den beiden stärksten Parteien, der islamistischen Ennahda und dem säkularen Kongress für die Republik (CPR), auf eine Verteilung der drei höchsten Staatsämter. Ben Jaafar wurde dementsprechend zum Präsidenten der Verfassunggebenden Versammlung gewählt, während das FDTL die Wahl Moncef Marzoukis (CPR) zum Interims-Staatspräsidenten und die Ernennung Hamadi Jebalis (Ennahda) zum Regierungschef unterstützte.
In der Folgezeit liefen mehrere für Ettakatol gewählte Abgeordnete zu anderen Parteien über, insbesondere zur 2012 gegründeten säkularen Sammelpartei Nidaa Tounes. Bei der ersten regulären, nach der neuen Verfassung abgehaltenen Parlamentswahl im Oktober 2014 verlor sie all ihre Sitze. Bei der einen Monat später folgenden Präsidentschaftswahl erhielt ihr Kandidat Ben Jaafar nur 0,67 % der Stimmen.
Die Partei ist Mitglied der Sozialistischen Internationale, der Progressiven Allianz und Beobachter der Sozialdemokratischen Partei Europas. Sie gibt seit 2007 eine arabischsprachige Wochenzeitung namens Mouwatinoun (Citoyens) heraus.